# 신라금
신라금(新羅琴) 또는 시라기 고토는 신라의 현악기이다. 현존하는 신라금은 일본의 쇼소인에 있다. 미추왕을에 발굴된 토우와 토우 장식항아리의 신라금을 보면 어깨끈을 달아 이동성과 밀착성을 강조한 형태로 정창원에 보관된 신라금과 모양과 연주 자세가 일치한다. 미추왕릉 지구에서는 주악 토우을 함께 신라금의 보다 작은 4분의 3 사이즈의 소형 신라금도 발견되었다. 이것으로 다양한 형태의 신라금이 미추왕(262~284)때부터 존재한 것을 알 수 있다. 삼국사기의 고대 신라에 대한 기록울 보면 금을 타고 풍류를 즐겼다는 내용이 있다.

## 신라금 특징
신라금과 일반적으로 알고있는 정악, 산조가야금과의 차이점은 줄조임(조율) 구조, 작은키 구조의 안족(雁足)의 형태, 빼고 끼우기가 편리한 독립된 안족, 배열 또한 일렬식이 아닌 구조,  발톱이 없고 바닥에 놓을 수 없는 악기의 구조, 곡선형 양이두(羊耳頭) 로 인한 벽면에 세울수 없는 구조,  악기의 몸통에 줄이 달려있는 구조,  공명홈에 다섯 단계의 줄 조절 구조물과 들고 이동할 때 잡을 수 있는 구조물, 댕기모양의 길다란 부들의 늘어짐 등이다.

## 연주 방법
쇼소인 소장의 어깨줄 달린 신라금은 주법에도 많은 차이를 가지고 있는데 정악가야금처럼 엄지(母指)의 사용이 지금과 같지 않고, 옥타브 주법 또한 같지 않았으며, 왼손 농현의 주법 또한 퇴성의 주법을 쓰지 않았으며, 농현 또한 수직적 주법보다 앞뒤로 흔드는 주법과 손으로 반복하여 꺽는 주법을 사용하였다.

### 연주 자세
미추왕릉 지구에서 출토된 주악 토우의 다양한 신라금 연주 자세를 보면 중앙부 연주 자세, 반 수직식 연주자세, 연주시 바닥에 닿지 않고 악기가 들린 자세 등이 있다.

## 외형적 특징
외관 큰 특징은 어깨끈이 있어 기타처럼 멜수가 있다. 이것은 이동성을 보장하고 몸에 더 밀착된 형태이다.
클래식 기타는 앉아서 연주하는 것이 정석이고 통기타는 멜수가 있어 이동성도 보장되는것과 비슷한 예이다. 
이런한 형태는 신라금을 어느때나 악기를 바닥에 내려놓지 않고 소중하게 생각한 신라인들의 정신을 보여준다. 
정창원 소장 신라금(823년)과  4세기 미추왕릉 토우장식 항아리의 신라금의 모양이 일치하고 그 4분의 3 크기의 소형 신라금을 연주하는 주악 토우를 볼때 우륵 이전 수세기 전부터 한반도 남부에 이미 다양한 신라금이 존재하였던 것으로 보인다.

## 같이 보기
- 한국 전통 음악
- 가야금
- 거문고
- 칠현금

## 읽을 거리
천익창복원 신라금, 신라 주악토우 연주재현KBS 역사스페셜 27회, 2005. 11. 11 방송